# Prague City Tourism

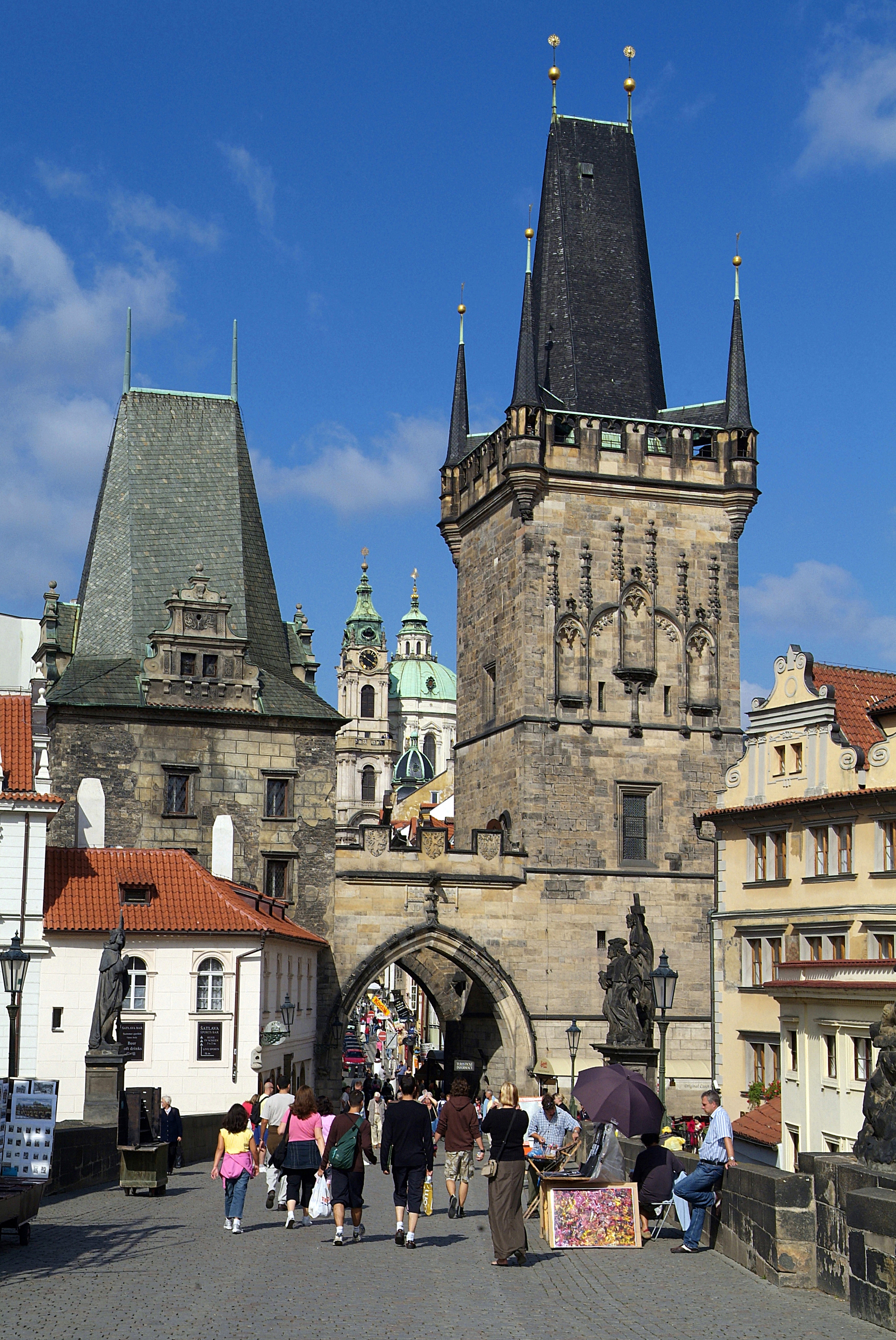
Prague City Tourism verwaltet den Kleinseitner Brückenturm und weitere Prager Sehenswürdigkeiten.

Prague City Tourism a. s. ist die offizielle Organisation für Destinationsmanagement der tschechischen Hauptstadt Prag. Die Aktiengesellschaft befindet sich zu 100 % im Besitz der Stadt Prag. Sie wurde am 1. Juli 2018 gegründet und ist Nachfolgerin der 1958 gegründeten Organisation Pražská informační služba (Prager Informationsdienst). Prague City Tourism ist der größte Betreiber von Sehenswürdigkeiten in Prag und bietet umfassende touristische Dienstleistungen für in- und ausländische Gäste. Das Unternehmen beschäftigt (Stand 2025) laut der offiziellen Website 140 festangestellte Mitarbeiter und mehr als 600 Mitarbeiter in touristischen Einrichtungen. Im Jahr 2023 betreute die Organisation mehr als 1,1 Millionen Touristen in ihren Informationszentren und mehr als 1,8 Millionen Besucher in den von ihr verwalteten Prager Türmen.

## Tätigkeitsfelder
Prague City Tourism betreibt einige der bedeutendsten Prager Sehenswürdigkeiten: den Aussichtsturm Petřín, das Spiegellabyrinth auf dem Petřín, den Prager Pulverturm, den Kleinseitner Brückenturm, den Altstädter Brückenturm, das Altstädter Rathaus, den St.-Nikolaus-Glockenturm und den Wasserturm der Neuen Mühle. Die Organisation betreibt die historische Straßenbahnlinie Nr. 42 mit historischen Wagen aus der Zeit der Österreichisch-Ungarischen Monarchie und aus den 1950er und 1960er Jahren, und in Zusammenarbeit mit der Nationalbibliothek auch den touristischen Rundgang in den Räumen des Clementinum.
Prague City Tourism betreibt touristische Informationszentren im Altstädter Rathaus, am Můstek, auf der Prager Burg, am Aussichtsturm Petřín und in den beiden Terminals des Václav-Havel-Flughafens. Die Organisation bietet offizielle Fremdenführerdienste sowie Ausbildung und Lizenzierung von Fremdenführern, die Betreuung wichtiger Besucher und Delegationen sowie Concierge-Service und exklusive Erlebnisse für wichtige Geschäftspartner und organisiert auch spezielle Bildungsprogramme mit Vorträgen und Besichtigungen für Prager Bürger. Sie bietet den Prague Visitor Pass an, der die kostenlose Nutzung der öffentlichen Verkehrsmittel und freien Eintritt zu vielen Sehenswürdigkeiten ermöglicht. In Zusammenarbeit mit lokalen Designern entwickelt sie auch hochwertige Souvenirs.
Prague City Tourism setzt jährlich gezielte Marketingkampagnen ein, um den Tourismus in Prag zu fördern. Dazu zählen die Kampagne Stay in Prague, die sich insbesondere an internationale Gäste mit Interesse an Kultur und hochwertigen Erlebnissen richtet, sowie In Prague at Home, die den Inlandstourismus fördert. Ergänzt wird dies durch die Initiative Enjoy Respect Prague, die auf Anregung der Weltorganisation für Tourismus ins Leben gerufen wurde und Besucher für respektvolles Verhalten gegenüber der lokalen Bevölkerung und dem kulturellen Erbe sensibilisiert.

## Strategische Ziele
Die Tourismusstrategie der Stadt Prag für die Jahre 2024 bis 2027, festgehalten im Dokument S respektem k Praze – Strategie příjezdového cestovního ruchu hl. m. Prahy 2024–2027 („Mit Respekt für Prag – Strategie für den Incoming-Tourismus in Prag 2024–2027“), wurde im Juni 2024 vom Prager Stadtrat einstimmig verabschiedet.
Das Ziel der Strategie ist es, ein Gleichgewicht zwischen den wirtschaftlichen Vorteilen des Tourismus und den Interessen der Stadt und ihrer Einwohner zu schaffen. Im Mittelpunkt stehen Nachhaltigkeit, Lebensqualität, Sicherheit, Schutz des kulturellen Erbes und die Maximierung der positiven Effekte bei gleichzeitiger Minimierung der negativen Auswirkungen des Tourismus. Das Dokument definiert folgende Schwerpunkte:
- Fokussierung auf wertschöpfungsstarke Besuchergruppen, wie etwa Kulturtouristen, Geschäftsreisende und zahlungskräftige Gäste, für die gezielt passende Angebote entwickelt und beworben werden sollen.
- Förderung einer gleichmäßigeren Verteilung der Besucherströme auf das ganze Stadtgebiet, um das historische Zentrum zu entlasten und andere Stadtteile sowie Natur- und Grünflächen stärker einzubeziehen.
- Investitionen in die Infrastruktur, insbesondere in nachhaltige Mobilität, Besucherlenkung und Aufwertung des öffentlichen Raums, um die Aufenthaltsqualität für Gäste und Bewohner zu erhöhen.
- Pflege und Schutz des kulturellen und historischen Erbes sowie eine gezielte Aufwertung öffentlicher Räume, um den einzigartigen Charakter Prags zu erhalten.
- Ausbau und gezielte Bewerbung von Angeboten für inländische Gäste, um die Abhängigkeit vom internationalen Tourismus zu reduzieren und die Resilienz in Krisenzeiten zu stärken.
- Ausbau der Position Prags als führende MICE-Destination durch gezielte Marketingmaßnahmen und Investitionen in die entsprechende Infrastruktur.
- Intensivierung der Zusammenarbeit mit lokalen Akteuren, Bezirken, Unternehmen und der Zivilgesellschaft, um Synergien zu nutzen und die Tourismusentwicklung breit abzustimmen.
- Unterstützung nachhaltiger und innovativer Geschäftsmodelle im Tourismus, um die Wettbewerbsfähigkeit zu sichern und den Wandel hin zu einem nachhaltigen Tourismus zu beschleunigen.